# Diocesi di Treia
La diocesi di Treia (in latino Dioecesis Treiensis) è una sede soppressa e sede titolare della Chiesa cattolica in Italia.

## Territorio
La diocesi comprendeva il solo comune di Treia, nelle Marche, dove fungeva da cattedrale la chiesa della Santissima Annunziata.
Al momento della piena unione con la diocesi di Macerata, nel 1986, la diocesi di Treia comprendeva 6 parrocchie:
- la cattedrale
- San Lorenzo (frazione omonima)
- Santa Lucia (frazione Camporota)
- Santa Maria in Selva (frazione omonima)
- Santi Vito e Patrizio (frazione di Chiesanuova)
- Sant'Ubaldo (frazione di Passo di Treia).

## Storia
Treia è un'antica città, che fu municipium in epoca romana e probabilmente sede vescovile, come attestano gli storici Colucci e Cappelletti, anche se non sono stati tramandati nomi di vescovi. Con le invasioni dei Longobardi il Piceno fu devastato ed il territorio di Treia passò sotto la giurisdizione ecclesiastica della diocesi di Camerino.
La diocesi di Treia fu eretta l'8 febbraio 1817 con la bolla Pervetustam locorum di papa Pio VII, ricavandone il territorio dall'arcidiocesi di Camerino, ai cui arcivescovi fu concessa in amministrazione perpetua. Primo amministratore fu l'arcivescovo Nicola Mattei Baldini, a cui si deve la costruzione del seminario nel 1837.
A causa della distanza da Camerino, il 4 novembre 1913 la diocesi fu concessa in amministrazione ad nutum Sanctae Sedis al vescovo di San Severino Marche Adamo Borghini. L'unione divenne definitiva il 20 febbraio 1920 con la bolla Boni Pastoris di papa Benedetto XV: i vescovi di San Severino, infatti, mantennero l'amministrazione perpetua di Treia fino al 1966, anno in cui anche la sede di San Severino restò vacante; da allora la diocesi di Treia fu affidata in amministrazione per dieci anni ai vescovi o agli amministratori apostolici di Macerata e Tolentino.
L'11 febbraio 1976 Francesco Tarcisio Carboni fu nominato vescovo di Treia, di Macerata e Tolentino, di Recanati e di Cingoli, che furono così unite in persona episcopi; con questa nomina ebbe formalmente termine l'unione di Treia con San Severino Marche.
Il 25 gennaio 1985, con il decreto Quo aptius della Congregazione per i vescovi, Treia fu unita aeque principaliter con le sedi di Macerata, Tolentino, Recanati e Cingoli.
Il 30 settembre 1986, con il decreto Instantibus votis della medesima Congregazione per i vescovi, fu stabilita la plena unione delle cinque diocesi e la nuova circoscrizione ecclesiastica assunse il nome di Macerata-Tolentino-Recanati-Cingoli-Treia, suffraganea dell'arcidiocesi di Fermo.
Il 17 dicembre 2022, in forza del decreto Plenam optatam unionem del Dicastero per i vescovi, la diocesi di Macerata-Tolentino-Recanati-Cingoli-Treia ha assunto il nome di "diocesi di Macerata", e Treia è diventata una sede vescovile titolare della Chiesa cattolica; dal 16 giugno 2023 l'arcivescovo, titolo personale, titolare è Germano Penemote, nunzio apostolico in Pakistan.

## Cronotassi

### Vescovi
- Amministrazione perpetua degli arcivescovi di Camerino (1817-1913)
- Amministrazione ad nutum Sanctae Sedis del vescovo di San Severino (1913-1920)
- Amministrazione perpetua dei vescovi di San Severino (1920-1966)
- Sede vacante (1966-1976)

- Francesco Tarcisio Carboni † (11 febbraio 1976 - 30 settembre 1986 nominato vescovo di Macerata-Tolentino-Recanati-Cingoli-Treia)

### Vescovi titolari
- Germano Penemote, dal 16 giugno 2023